# Ranveig Frøiland
Ranveig Hjørdis Frøiland (ur. 15 września 1945 w Gminie Sund, zm. 16 marca 2020) – norweska polityk, minister.

## Działalność polityczna
Odbyła kursy z zakresu administracji. Przez ponad 20 lat pracowała jako urzędniczka władz lokalnych. Zaangażowała się w działalność w ramach Partii Pracy, należała do jej władz krajowych i dwukrotnie kierowała jej strukturami w okręgu Hordaland. Kilkukrotnie była radną Fjell, od 1983 do 1985 pozostawał zastępcą burmistrza tej gminy. W okresie od 1985 do 2005 zasiadała w Stortingu. Od 18 grudnia 1996 była ministrem przemysłu i energii, a następnie od 1 stycznia 1997 do 17 października 1997 ministrem paliw i energii w rządzie premiera Jaglanda. Później zasiadła w zarządzie sieci publicznych szpitali Helse Bergen, a także pracowała jako audytor.